# Kasztíliai Konstancia francia királyné
Kasztíliai Konstancia (1136 k. – Párizs, 1160. október 4.) Franciaország királynéja, VII. (Ifjú) Lajos második felesége, VII. (Császár) Alfonz kasztíliai király és Barcelonai Berengária leánya volt.
1152-ben kimondták a francia király és erős akaratú felesége, Aquitániai Eleonóra régóta érlelődő válását. Lajos ekkor harminckét éves volt, és mivel még nem született fiúörököse, 1154-ben újranősült. A kasztíliai királylányt Orléans városában vette feleségül, ahol Konstanciát egyúttal királynévá koronázták.
A frigy rövid életűnek bizonyult, ráadásul Konstancia sem szült fiút Lajosnak. 1158-ban született meg a pár első közös gyermeke, Margit, aki később III. Béla magyar király felesége lett. Ezt követően Konstancia hamarosan ismét teherbe esett. Miután zarándoklatot tett Santiago de Compostelába, hazatérve megszülte Adélt, de belehalt a szülésbe. Lajos, akit ekkor már sürgetett az idő, már novemberben újranősült, és új választottja, Champagne-i Adél később valóban trónörököst adott Franciaországnak.

## Gyermekei
- Franciaországi Margit (1158–1197), 1172–1183 között Ifjú Henrik angol trónörökös felesége, majd annak halála után, 1186-ban III. Béla magyar királyhoz ment nőül.
- Franciaországi Adél (1160–1221), 1169-ben eljegyezték Oroszlánszívű Richárd angol herceggel, amit 1174-ben megerősítettek, de a frigy nem jöhetett létre. Adélt végül II. Vilmos ponthieu-i gróf vette feleségül 1195-ben.